# Alburnus neretvae
Espèce
Statut de conservation UICN

 LC  : Préoccupation mineure
Alburnus neretvae est un poisson d'eau douce de la famille des Cyprinidae.

## Répartition
Alburnus neretvae est endémique du bassin de la Neretva en Croatie et Bosnie-Herzégovine.

## Description
La taille maximale connue pour Alburnus neretvae est de 119 mm. 

## Étymologie
Son nom spécifique, neretvae, lui a été donné en référence à son endémisme au bassin de la Neretva.

## Publication originale
- Buj, Sanda & Perea, 2010 : Morphological comparison of bleaks (Alburnus, Cyprinidae) from the Adriatic basin with the description of a new species. Folia Zoologica: international journal of vertebrate zoology, vol. 59, n. 2, p. 129-141[4] (texte intégral).